# Pipistrel Panthera
Le Pipistrel Panthera est un avion quadriplace conçu et construit par l’entreprise slovène Pipistrel.

## Conception et développement
Pipistrel a lancé ce projet en 2007. La fabrication du prototype en matériaux composites (fibres de carbone) a commencé en mai 2011.  Le premier vol prévu pour l'automne 2011 a eu lieu en avril 2013. Les vols d'essais de la version électrique étaient prévus pour 2012.

## Motorisation
Le prototype est équipé d'un moteur quatre cylindres Lycoming IO-390 (210 cv) utilisant de l'essence aviation. La version produite en série et certifiée devrait recevoir un moteur plus puissant (et plus lourd de 50 kg), le six cylindres Lycoming IO-540 (260 cv), pouvant fonctionner à l'essence automobile. Il y a deux autres motorisations prévues pour cet avion ; l'une dite "hybride" utilisant une combinaison d'un moteur à essence et d'un moteur électrique, et l'autre utilisant seulement un moteur électrique. Ces options n'offriront que deux places pour permettre l'implantation des systèmes électriques, et produiront 145 kW de puissance.

## Performances annoncées
La version à moteur conventionnel (essence aviation) pourra voler à une vitesse de croisière de 374 km/h (202 kn) pour plus que 1 852 km (1 000 NM) avec une consommation de 37,85 litres par heure (10 gph),,.

## Essai en vol
Le prototype équipé d'un moteur IO-390 (210 cv) a fait l'objet d'un essai en vol avec trois personnes à bord; les performances obtenues sont indiquées dans le tableau de caractéristiques. La consommation mesurée en croisière est de 43 L/h à 176 kt (326 km/h) à l'altitude 7500 pieds (2 286 m).

## Production
L'avion sera initialement offert en kit, et Pipistrel a indiqué que la construction aura lieu en Italie. La certification de l'avion de série est prévue en 2017; le prix de vente serait de l'ordre de 450 000 Euros. L'avion sera équipé d'un parachute et d'une instrumentation type "glass cockpit" (écrans digitaux).